# Học viện âm nhạc Thượng Hải
Học viện âm nhạc Thượng Hải (tên tiếng Hoa: 上海音乐学院) là một trường đại học công lập ở Thượng Hải, Trung Quốc.

## Lịch sử
Nguồn gốc của Nhạc viện là Trường âm nhạc quốc gia Thượng Hải được Thái Nguyên Bồi và Tiêu Hữu Mai thành lập ngày 27 tháng 11 năm 1927. Đây đã là trường đào tạo sau phổ thông đầu tiên ở Trung Quốc.
Trường đã được đổi tên nhiều lần: Trường đào tạo âm nhạc quốc gia (1929), Phân hiệu Nhạc viện quốc gia (1943), Trường đào tạo âm nhạc Thượng Hải (1945), Phân hiệu Nhạc viện Trung Quốc tại Huadong và Thượng Hải (đầu thập niên 1950). Năm 1956 trường có tên là Học viện âm nhạc Thượng Hải như ngày nay.

## Các chương trình
Nhạc viện Thượng Hải có các chương trình đào tạo 5 năm. Trường được giao đào tạo cử nhân, thạc sĩ và tiến sĩ. Trường có 8 khoa: 
- Âm nhạc học;
- Sáng tác và Chỉ huy;
- Thanh nhạc;
- Piano;
- Nhạc cụ dàn nhạc;
- Nhạc cụ Trung Hoa;
- Sư phạm âm nhạc và Nhạc kịch.

Nhạc viện Thượng Hải cũng có viện nghiên cứu âm nhạc, một trường tiểu học, một trường trung học và một xưởng nhạc cụ.

## Đội ngũ giảng viên và sinh viên
Nhạc viện này có 50 giáo sư và 120 phó giáo sư. Có khoảng 1200 sinh viên.

## Các cựu sinh viên nổi tiếng
- Thái Trình Dục
- Châu Khiết Quỳnh
- Chu Tiểu Yến
- Liệu Xương Vĩnh
- Tiễn Nhân Khang
- Thang Mộc Hải
- Hà Huấn Điền
- Cù Tiểu Tùng
- Dư Long
- Dương Lập Thanh
- Hoàng Tự
- Tiêu Hữu Mai
- Đinh Thiện Đức